# Komunistyczna Partia Grecji (marksistowsko-leninowska)
Komunistyczna Partia Grecji (marksistowsko-leninowska) (grec. Κομμουνιστικό Κόμμα Ελλάδας (μαρξιστικό-λενινιστικό), ΚΚΕ(μ-λ); Kommounistiko Komma Elladas (marxistiko-leninistiko), KKE(m-l)) – grecka maoistowska partia polityczna.

## Historia
KKE (ml) została założona w listopadzie 1976, w większości przez działaczy Organizacji Marksistów-Leninistów Grecji (OMLE), grupy maoistowskich rozłamowców z Komunistycznej Partii Grecji. Mniejsza część rozłamowców założyła Marksistowsko-Leninowską Komunistyczną Partię Grecji (ML-KKE).
W 1982 większa część członków partii opuściła ugrupowanie.

### Udział w wyborach
Partia po raz pierwszy wystartowała w wyborach parlamentarnych w 1989, jednak do wyborów w 2004 liczba głosów oddanych na ugrupowanie nie przekraczała 10 tysięcy. W wyborach w 2004 partia uzyskała 10 754 głosów (0,15%), natomiast w wyborach w 2007 17 541 głosów (0,24%). W wyborach w 2009 roku na partię głos oddało 10 213 wyborców (0,15%). W wyborach parlamentarnych w 2012 roku startując w koalicji z Marksistowsko-Leninowską Komunistyczną Partią Grecji (ML-KKE) uzyskała 16,049 głosów (0,25%).